# カニャーノ・ヴァラーノ
カニャーノ・ヴァラーノ（イタリア語: Cagnano Varano）は、イタリア共和国プッリャ州フォッジャ県にある、人口約7,100人の基礎自治体（コムーネ）。

## 地理

### 位置・広がり

#### 隣接コムーネ
隣接するコムーネは以下の通り。
- カルピーノ
- イスキテッラ
- モンテ・サンタンジェロ
- サン・マルコ・イン・ラーミス
- サン・ニカンドロ・ガルガーニコ

## 行政

### 分離集落
カニャーノ・ヴァラーノには、以下の分離集落（フラツィオーネ）がある。
- Porto di Capojale, Bagno di Varano, San Nicola Imbuti